# ODDiTTiES
Albums de Kate & Anna McGarrigle
The McGarrigle Christmas Hour
(2005) Tell my Sister
(2011)
ODDiTTiES est un album de Kate et Anna McGarrigle sorti le 7 décembre 2010, soit près d'un an après le décès malheureux de Kate, survenu le 18 janvier 2010. Il contient 12 chansons inédites du duo, et en particulier des compositions de Stephen Foster et d'autres du duo, ainsi qu'une de C.S.Holland.
Sur le site internet du duo, Anna McGarrigle raconte l'histoire de chacune des chansons. Le disque est qualifié de "précieux et sensible" par le site internet canadien VOIR.
Douze chansons écrites ici et là entre 1973 et 1990, certaines sous forme de démos et laissées en l'état, d'autres ont pu êtres transférées et travaillées sur CD, mais chacune d'entre elles vaut son pesant d'or. "Lullaby for a doll" a été écrite en hommage à Martha Wainwright, la fille de Loudon Wainwright III et Kate McGarrigle.

## Contenu
1 - Was my brother in the battle ; Stephen Foster/Kate McGarrigle/Anna McGarrigle
2 - Better times are coming ; Stephen Foster/Kate McGarrigle/Anna McGarrigle
3 - Gentle Annie ; Stephen Foster/Kate McGarrigle/Anna McGarrigle
4 - Ah ! May the red rose ; Stephen Foster/Kate McGarrigle/Anna McGarrigle
5 - The log's driver waltz ; Kate McGarrigle/Anna McGarrigle
6 - My Mother is the ocean sea ; Kate McGarrigle/Anna McGarrigle
7 - As fast as my feet ; Anna McGarrigle/Chaim Tannenbaum
8 - A la claire fontaine ; Anna McGarrigle/Kate McGarrigle
9 - Parlez-nous À boire ; Balta Frères
10 - Lullaby for a doll ; Kate McGarrigle
11 - Louis the cat ; Anna McGarrigle
12 - You tell me that i'm falling down ; C. S. Holland/Anna McGarrigle